# Annaburg
Koordinati:  51°43′N, 13°2′E
Annaburg je manjše mesto na Saškem - Anhaltu; spada pod Verwaltungsgemeinschaft Annaburg-Prettin.